# A repülő osztály (film, 2003)
A repülő osztály (Das fliegende Klassenzimmer) egy 2003-ban bemutatott színes német ifjúsági mozifilm, Tomy Wigand rendezésében. Cselekményének alapötlete Erich Kästner 1933-as azonos című regényén alapul, de a filmadaptáció a regénytől sok helyen erősen eltér. A helyszíneket és a szereplők karakterét a forgatás saját korának viszonyaihoz alkalmazták.

## Cselekmény
Jonathan („Johnny”), egy árvagyerek, ait egy hajóskapitány fogadott örökbe, karácsony előtt a lipcsei repülőtérre érkezik, mert apja a Szent Tamás-iskolába íratta, és felvették az iskola híres fiúkórusába, a Thomanerchorba. Jonathant már több iskolából kitették, különféle rendbontások miatt. Az iskola felé menet magához vesz egy elhagyott kiskutyát. Az utcán beleütközik egy menekülő áruházi tolvajlányba. Engedi elfutni, de magához veszi a lány elejtett napszemüvegét.
Az iskola internátusában Jonathant szívesen fogadják, összebarátkozik szobatársaival, az erős Matz-cal, az okos Martinnal, a kis Ulival. Megismerkedik Johann Bökh kántor-karnaggyal, akit a fiúk „Justusnak” (Igazságosnak) becéznek. A fiúk titkos rejtekhelye a város túlsó végén egy elhagyottnak tűnő vasúti kocsi. Egy napon feltűnik egy Bob nevű felnőtt, aki orvosnak, és a telek tulajdonosának mondja magát. Összebarátkoznak vele. Bob megengedi, hogy a fiúk továbbra is a vagonban találkozzanak. A vagon táblája után a férfit „Nemdohányzónak” nevezik el. Rábízzák Jonathan kiskutyáját, akit nem vihetnek be az internátusba.
Jonathan rövidesen belesodródik abba az ellenségeskedésbe, mely az internátusban lakó kórustagok és a „külsősök” (a városban lakó nem-kórustag iskolatársak) között régóta zajlik. A kóristák egyszer régen elszedték és a külsősök halálfejes bandazászlóját, emiatt a külsősök bosszúra készülnek. A kórus a Tamás-templomba vonul, hogy Justus vezényletével bemutassák Bach Karácsonyi oratóriumát, amit a tévé is felvesz. Justus karnagy Sebastian Kreuzkammmra, az igazgató kórista fiára bízza a kórus kottáit. A külsősök megtámadják és elrabolják Sebastiant a kottákkal együtt. Jonathan és társai kiszöknek a templomból és társuk keresésére indulnak. Jonathan eljut a bandavezérhez, a „külsős” Mona Egerlandhoz, aki azonos azzal a bolti tolvajlánnnyal, akit annak idején Jonathan futni hagyott. Mona megtagadja a fogoly elengedését, és összehívja a külsősöket, háborúra készülve. A játszótéren mindkét csapat egy-egy erős bajnokot állít ki párviadalra, a kóristák Matzot, a külsősök Waverkát. A verekedésben Matz győz, de a külsősök mégsem adják ki a foglyot. Nagy hógolyó-csata és csoportos verekedés alakul ki, a zűrzavarban Matz és Jonathan megkeresik és kiszabadítják a pincében gúzsba kötött Kreuzkammot, de a drága kottákat a külsősök már elégették, csak a hamvak maradtak. A csapat fut vissza a templomba, de már csak a koncert végére érnek be.
Az engedély nélküli távozásért Justus kérdőre vonja a fiúkat, akik beismerik, társuk kiszabadítása érdekében szegték meg a szabályzatot. Azért nem szóltak Justusnak, nehogy baj esetén őt vonják felelősségre. Justus elmondja nekik, hogy ő maga is a Szent Tamás-iskola növendéke volt egykor, és ki kellett szöknie, hogy kórházban fekvő édesanyját meglátogathassa. Amikor emiatt bezárták, Robert nevű jóbarátja ült be helyette önként a fogdába, hogy ő ismét kiszökhessen édesanyjához. Később azért jött vissza a Szent Tamásba kántornak, hogy segítse a tanulókat nehéz helyzetekben. Justus úgy látja, a fiúknak jó okuk volt a szabályszegésre, ezért csak azzal „bünteti” őket, hogy kimenő helyett készüljenek a karácsonyi színielőadásra. 
A „Nemdohányzó” vagonjában a fiúk rátalálnak egy régi kéziratra, melynek címe: „A repülő osztály”. A szöveget jól rappelhetőnek találják, ezért elhatározzák, hogy a megszokott bibliai karácsonyi történet helyett ezt fogják rap-musical formájában előadni. Monát, aki az iskola tánccsoportjába jár, be akarják venni vezértáncosnak. Jonathan beleszeret Monába, visszaadja neki a meneküléskor elvesztett napszemüvegét, cserébe Mona egyetlenként meghívja Johnnyt a 12. születésnapi bulijára, amit végül a Nemdohányzó vagonjában töltenek el. Mona eleinte vonakodik részt venni a bentlakók színielőadásán. Úgy érzi, ő a másik bandához tartozik.
Bökh megnéz egy próbát, és váratlanul, magyarázat nélkül megtiltja „A repülő osztály” színrevitelét. Jonathan, aki a legtöbbet dolgozott a darabon, dührohamot kap, képmutatónak nevezi Justust, szétrúgja a díszleteket, egy felborult gyertya tüzet okoz, a díszletek leégnek. A fiúk megfogadják, hogy Jonathan felelősségét eltagadják, nehogy barátjukat ismét kirúgják az iskolából. A fiúk, és velük együtt Katrin, a tánctanárnő is Justust okolják a történtekért, és magyarázatot követelnek tőle, miért tiltotta le az előadást. Justus vonakodva elmeséli, hogy a darabot jóbarátjával, Roberttel együtt ő maga írta, még az 1970-es években, az NDK-időkben, amikor közös rockzenekarban játszottak. Elválaszthatatlan barátok voltak, de Robert  Nyugatra disszidált, emiatt Justust is kirúgták az iskolából, nem mehetett egyetemre, csak autószerelőnek tanulhatott. Bökh nem akarja színpadon látni közös művüket, mert fájdalmasan emlékezteti eltűnt jóbarátjára, akiről azóta sem kapott hírt. Jonathant meghatja a történet, beismeri, hogy ő okozta a tüzet, de Justus nem vonja őt felelősségre.
A fiúk arra a következtetésre jutnak, hogy Bökh ifjúkori jóbarátja, Robert azonos lehet az ő ismerősükkel, Bobbal, a „Nemdohányzóval”. Elviszik Justust a vasúti vagonhoz, ahol a két jóbarát nagy örömmel egymásra talál. Közben legkisebb társuk, Uli von Simmern, akit mindenki csúfol kis termete és félénksége miatt, valami nagy tettet akar végrehajtani, amivel kivívhatja társai tiszteletét. Héliummal töltött léggömbökre függeszkedve vakmerően leugrik a háztetőről, de lezuhan és lábát töri. A történések miatt Justus helyzete megrendül, több szülő ki akarja venni a gyerekét a Szent Tamásból. Jonathan és barátai elhatározzák, hogy a karácsonyi ünnepélyen előadott Bach-oratórium után, meglepetésként mégis előadják „A repülő osztály” rap-változatát. A jelmezek és díszletek elpusztultak a tűzben, a tanulók, Monával együtt, civilben éneklik és táncolják el a történetet. A siker meggyőzi a szülőket és a kuratóriumot, Justus a helyén maradhat, Robertet alkalmazzák új iskolaorvosnak. Kreuzkamm iskolaigazgató magához veszi a Nemdohányzónál rejtegetett kiskutyát.

## Szereposztás
| Szerep                                | Színész                | Magyar hangja (1. szinkron) |
| ------------------------------------- | ---------------------- | --------------------------- |
| Johann Bökh „Justus”, kántor, karnagy | Ulrich Noethen         | Sztarenki Pál               |
| Robert Uthofft, a „Nemdohányzó”       | Sebastian Koch         | Csuja Imre                  |
| Kreuzkamm professzor, iskolaigazgató  | Piet Klocke            | Forgács Gábor               |
| Jonathan „Johnny” Trotz               | Hauke Diekamp          | Baráth István               |
| Martin Thaler, tanuló                 | Philipp Peters-Arnolds | Borbíró András              |
| Matthias „Matz” Selbmann, tanuló      | Frederick Lau          | Jelinek Márk                |
| Uli von Simmern, tanuló               | Hans Broich-Wuttke     | Baráth István               |
| Sebastian (Rudi) Kreuzkamm, tanuló    | François Goeske        | Czető Roland                |
| Mona Egerland                         | Theresa Vilsmaier      | Czető Zsanett               |
| A szép Theodor                        | Nicky Kantor           | N/A                         |
| Wawerka, tanuló                       | Jaime Ferkic           | N/A                         |
| Hacke, tanuló                         | Tilmann Süß            | N/A                         |
| Kathrin, tánctanárnő                  | Anja Kling             | N/A                         |
| Hajóskapitány                         | Harald Richter         | Szokolay Ottó               |

- További magyar hangok: Borbíró András, Csuja Imre, Czető Roland, Czető Zsanett, Györfi Anna, Jelinek Márk, Kékesi Gábor, Makay Andrea, Szabó Gertrúd, Szokolay Ottó

## Gyártás
Az ezredforduló körül Uschi Reich és Peter Zenk producerek a ZDF televíziós csatornával együttmáködésben több Kästner-regény új megfilmesítését kezdeményezték. Az 1999-es Pünktchen und Anton és a 2001-es Emil és a detektívek után harmadikként készült el a Tomy Wigand által rendezett 2003-as A repülő osztály. A forgatást megelőző szereplőválogatáson a rendező, a berlini Rietz Ifjúsági Színészügynökséggel (Agentur Rietz) karöltve ezernél több gyermeket hívott be próbajátékra. A forgatás 2002 február elején kezdődött, a felvételeket alapvetően Lipcsében forgatták. A beltéri jeleneteket Münchenben és a szász-anhalti Naumburg Schulpforte nevű városrészében, Németország egyik legrégebbi középiskolájában, a Landesschule Pforta bentlakásos gimnázium épületeiben készítették. A koncertjelenetekben a lipcsei Szent Tamás-templom mellett működő világhírű Szent Tamás fiúkórus, a Thomanerchor is közreműködött.

## Irodalmi háttér, filmzene, fogadtatás
A film az eredeti A repülő osztály regény történéseit az ezredfordulós modern időkbe helyezi. Ennek megfelelően a történetben feltűnnek a gyerekek életét megszomorító jelenségek, mint a szülők munkanélkülisége, válása. Érintőlegesen felvillantják a gyermekkori bűnözés peremét is. Új háttér-elemként a rendező behozta az NDK-korszakban folyó politikai üldöztetést, a Nyugatra menekülő disszidenseket, a vasfüggöny által elmetszett emberi kapcsolatokat. A Kästner-regényben szereplő Egerland bandavezért egy lányszereplővel, Monával helyettesítette.
A cselekmény csúcspontja a karácsonyi iskolai műsor, mely az eredeti regényben egy Johnny által írt iskolai színielőadás, „A repülő osztály”. A kortárs viszonyok közé helyezett történetben ehelyett a tanulók – a „Justus” Bökh által vezényelt ünnepi koncert után – egy rap-musicalt mutatnak be, amelyet a bentlakó fiúk maguk költöttek. A Klassenzimmer-Rap-et Biber Gullatz és Moritz Freise komponálta. A zeneszerzők munkáját segítette, hogy Kästner eredeti német nyelvű szövegeit jól lehet rappelni. A film további zenai anyagát Niki Reiser alkotta.
A filmet a kritika vegyes reakciókkal fogadta. A dicsérő vélemények szerint a történet Kästner regényének méltó adaptációja, amely a mai gyerekek igényeit, problémáit állítja előtérbe. Az elmarasztalók szerint a látványos újítások elfedik Kästner eredeti mondanivalóját és írói szándékait. Több kulcsszereplő karakterét teljesen megváltoztatták, megfosztva őket a történésekben játszott szerepüktől, ez a cselekményt döntően és hátrányosan megváltoztatja.
A regényt először 1954-ben filmesítették meg, Kurt Hoffmann rendező A repülő osztály című fekete-fehér filmjével. Az eddig bemutatott három filmváltozat (1954, 1973, 2003) mindegyike a saját korára jellemző emberi viszonyokat, viselkedési formákat, beszédstílusokat tükrözi. A negyedik filmváltozatot, Carolina Hellsgård rendezésében 2023 októberében tervezik bemutatni.

## További információ
- A repülő osztály a PORT.hu-n (magyarul)
- A repülő osztály az Internetes Szinkronadatbázisban (magyarul)
- A repülő osztály az Internet Movie Database-ben (angolul)
- A repülő osztály a Box Office Mojón (angolul)
- Das fliegende Klassenzimmer (2003) (német nyelven). Filmdienst.de (Portal für Kino und Filmkultur)
- Das fliegende Klassenzimmer / The Flying Classroom (angol nyelven). Collections Search British Film Institute (BFI.org). (Hozzáférés: 2023. október 24.)
- Das fliegende Klassenzimmer (2003). Teljes film (német nyelven). YouTube.com. (Hozzáférés: 2023. április 27.)